# Grote incagors
De grote incagors (Incaspiza pulchra) is een zangvogel uit de familie Thraupidae (tangaren).

## Verspreiding en leefgebied
Deze soort is endemisch in Peru, met name van Ancash tot zuidelijk Lima.